# Hornby (Richmondshire)
Hornby – wieś w Anglii, w hrabstwie North Yorkshire, w dystrykcie (unitary authority) North Yorkshire. Leży 57 km na północny zachód od miasta York i 331 km na północ od Londynu.